# متلازمة سيلفر-روسل
متلازمة سيلفر-روسل (بالإنجليزية: Silver–Russell syndrome)‏ هو خلل في النمو يخصّ مولود من بين خمسين ألف إلى مائة ألف. هو واحد من 200 نوع من القزامة وواحد من خمس أنواع من القزامة المبكرة.

## روابط خارجية
- Russell-Silver Support.Org
- GeneReviews/NCBI/NIH/UW entry on Russell-Silver Syndrome
- Russell-Silver Syndrome Support - www.rss-support.nl
- http://www.facebook.com/groups/rss.people/#!/groups/rss.people/ (TARSS, Group for teens and adults with Russell Silver Syndrome)
- "Russell Silver Syndrome (RSS)". Child Growth Foundation. مؤرشف من الأصل في 2017-11-13.
- The MAGIC Foundation, RSS Division